# Lijst van betaaldvoetbalclubs in Kroatië
Dit is een overzicht van alle voetbalclubs die deelnemen aan het betaalde voetbal in Kroatië. De voetbalclubs zijn gesorteerd op divisie. Vanaf het seizoen 2013/2014 spelen er 103 voetbalclubs in de eerste drie divisies van het Kroatische voetbal, genaamd:
- 1. Hrvatska Nogometna Liga (ook wel bekend als Prva HNL; 10 clubs)
- 2. Hrvatska Nogometna Liga (ook wel bekend als Druga HNL; 12 clubs)
- 3. Hrvatska Nogometna Liga (ook wel bekend als Treća HNL; 81 clubs)

## Hrvatska Nogometna Liga
| Voetbalclub                    | Stad / plaats |
| ------------------------------ | ------------- |
| GNK Dinamo Zagreb              | Zagreb        |
| HNK Hajduk Split               | Split         |
| NK Hrvatski Dragovoljac Zagreb | Zagreb        |
| NK Istra 1961                  | Pula          |
| NK Lokomotiva Zagreb           | Zagreb        |
| NK Osijek                      | Osijek        |
| HNK Rijeka                     | Rijeka        |
| NK Slaven Belupo Koprivnica    | Koprivnica    |
| RNK Split                      | Split         |
| NK Zadar                       | Zadar         |

## 1. Hrvatska Nogometna Liga
| Voetbalclub          | Stad / plaats    |
| -------------------- | ---------------- |
| HNK Cibalia Vinkovci | Vinkovci         |
| NK Dugopolje         | Dugopolje        |
| HNK Gorica           | Velika Gorica    |
| NK Inter Zaprešić    | Zaprešić         |
| NK Lučko             | Zagreb           |
| NK Pomorac           | Kostrena         |
| NK Rudeš             | Zagreb           |
| HNK Segesta          | Sisak            |
| NK Radnik Sesvete    | Sesvete (Zagreb) |
| NK Solin             | Solin            |
| NK Zagreb            | Zagreb           |
| NK Zelina            | Zelina           |

## 2. Hrvatska Nogometna Liga

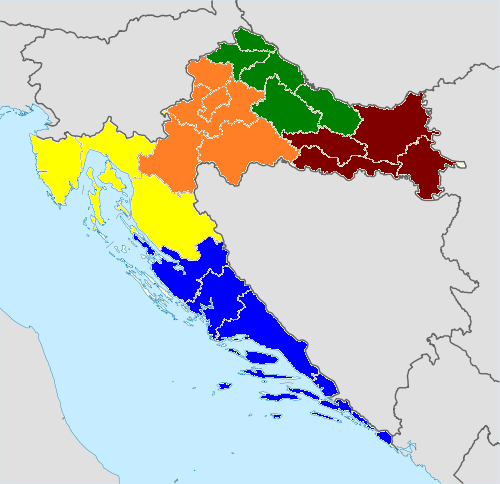
Geografische verspreiding van de vijf gebieden van de vijf 3. HNL-divisies:
Oranje – 3. HNL Centrum,
Groen – 3. HNL Noord,
Bruin – 3. HNL Oost,
Geel – 3. HNL West,
Blauw – 3. HNL Zuid.

### Centrum
| Voetbalclub                 | Stad / plaats |
| --------------------------- | ------------- |
| NK Bistra                   | Donja Bistra  |
| NK Dubrava                  | Zagreb        |
| NK Dugo Selo                | Dugo Selo     |
| NK Gaj Mače                 | Mače          |
| HAŠK                        | Zagreb        |
| NK Lekenik                  | Lekenik       |
| NK Maksimir                 | Zagreb        |
| NK Samobor                  | Samobor       |
| NK Strmec Bedenica          | Bedenica      |
| NK Stupnik                  | Stupnik       |
| NK Tekstilac Ravince Zagreb | Zagreb        |
| NK Trešnjevka Zagreb        | Zagreb        |
| NK Trnje Zagreb             | Zagreb        |
| NK Vrapče Zagreb            | Zagreb        |
| NK Vrbovec                  | Vrbovec       |

### Noord
| Voetbalclub           | Stad / plaats        |
| --------------------- | -------------------- |
| NK Bjelovar           | Bjelovar             |
| NK Croatia Grabovnica | Grabovnica           |
| NK Čakovec            | Čakovec              |
| NK Graničar Kotoriba  | Kotoriba             |
| NK Ivančica Ivanec    | Ivanec               |
| NK Koprivnica         | Koprivnica           |
| NK Križevci           | Križevci             |
| NK Međimurje Čakovec  | Čakovec              |
| NK Mladost Prelog     | Prelog               |
| NK Mladost Ždralovi   | Ždralovi             |
| NK Nedelišće          | Nedelišće            |
| NK Podravac Virje     | Virje                |
| NK Podravina Ludbreg  | Ludbreg              |
| NK Polet              | Sveti Martin na Muri |
| NK Slatina            | Slatina              |
| NK Virovitica         | Virovitica           |

### Oost
| Voetbalclub           | Stad / plaats  |
| --------------------- | -------------- |
| NK Bedem Ivankovo     | Ivankovo       |
| NK Belišće            | Belišće        |
| BSK Bijelo Brdo       | Bijelo Brdo    |
| NK Đakovo Croatia     | Đakovo         |
| NK Graničar Županja   | Županja        |
| NK Lipik              | Lipik          |
| NK Marsonia 1909      | Slavonski Brod |
| NK Mladost Antin      | Antin          |
| NK Mladost Cernik     | Cernik         |
| NAŠK                  | Našice         |
| NK Olimpija Osijek    | Osijek         |
| NK Oriolik Oriovac    | Oriovac        |
| NK Otok               | Otok           |
| NK Slavija Pleternica | Pleternica     |
| NK Slavonija Požega   | Požega         |
| NK Višnjevac          | Višnjevac      |

### West
| Voetbalclub                      | Stad / plaats   |
| -------------------------------- | --------------- |
| NK Buje                          | Buje            |
| NK Crikvenica                    | Crikvenica      |
| NK Grobničan Čavle               | Čavle           |
| NK Halubjan Viškovo              | Viškovo         |
| NK Jadran Poreč                  | Poreč           |
| NK Jedinstvo Omladinac Nedešćina | Nedešćina       |
| NK Krk                           | Krk             |
| NK Naprijed Hreljin              | Hreljin         |
| NK Nehaj Senj                    | Senj            |
| NK Novalja                       | Novalja         |
| NK Novigrad                      | Novigrad        |
| NK Opatija                       | Opatija         |
| NK Orijent                       | Rijeka          |
| NK Rovinj                        | Rovinj          |
| NK Rudar Labin                   | Labin           |
| NK Vinodol Novi Vinodolski       | Novi Vinodolski |

### Zuid
| Voetbalclub           | Stad / plaats   |
| --------------------- | --------------- |
| GOŠK                  | Dubrovnik       |
| NK Hrvace             | Hrvace          |
| NK Imotski            | Imotski         |
| NK Jadran KS          | Kaštel Sućurac  |
| NK Jadran LP          | Ploče           |
| NK Junak Sinj         | Sinj            |
| NK Kamen Ivanbegovina | Ivanbegovina    |
| NK Konavljanin        | Gruda           |
| NK Mosor Žrnovnica    | Žrnovnica       |
| NK Neretva Metković   | Metković        |
| NK Neretvanac Opuzen  | Opuzen          |
| NK Omiš               | Omiš            |
| HNK Primorac Biograd  | Biograd na Moru |
| NK Primorac 1929      | Stobreč         |
| HNK Šibenik           | Šibenik         |
| NK Uskok Klis         | Klis            |
| NK Val Kaštela        | Kaštela         |
| NK Velebit Benkovac   | Benkovac        |
| NK Velebit Unešić     | Unešić          |
| NK Zmaj Makarska      | Makarska        |
| NK BŠK Zmaj Blato     | Korčula         |